# Jupiter (álbum de Starfucker)
Jupiter es el segundo álbum de estudio de la banda Starfucker originaria de Portland basado en indie rock. Fue lanzado originalmente como un mini-LP el 5 de mayo de 2009 por Badman Recording Co., y fue relanzado el 10 de enero de 2012, como un álbum completo con tres nuevas canciones, así como obras de arte actualizada y mezclas de los previamente existentes.

## Lista de canciones
| N.º   | Título                                                 | Duración |  |
| 1.    | «Medicine»                                             | 4:16     |  |
| 2.    | «Boy Toy»                                              | 3:13     |  |
| 3.    | «Dance Face 2000»                                      | 3:01     |  |
| 4.    | «Bed-Stuy (Super Cop)»                                 | 2:43     |  |
| 5.    | «Biggie Smalls»                                        | 3:39     |  |
| 6.    | «Girls Just Want to Have Fun (Robert Hazard)»          | 3:07     |  |
| 7.    | «Jupiter»                                              | 1:54     |  |
| 8.    | «Cemetery»                                             | 1:12     |  |
| 9.    | «Queen Latifah»                                        | 1:00     |  |
| 10.   | «Jamie»                                                | 3:43     |  |
| 11.   | «Rawnald Gregory Erickson The Second (Strategy Remix)» | 4:44     |  |
| 32:34 |                                                        |          |  |

Nota: “Cemetery”, “Queen Latifah” y “Jamie” no se incluyeron en la versión original de 2009, pero se añadieron durante la reedición de 2012.